# Peko Dapčević
Peko Dapčević (v srbské cyrilici Пеко Дапчевић; 25. června 1913, Ljubotinj u Cetinje, Černá Hora – 10. února 1999, Bělehrad, SRJ) byl jugoslávský partyzán původem z Černé Hory. Byl jedním z generálů povstalecké armády.
Dapčević byl z rodiny čtyř dětí. Jeho otec byl pravoslavný kněz. Jako student gymnázia v Cetinji se účastnil několika stávek, za což byl zatčen. Později studoval na Právnické fakultě Bělehradské univerzity. V roce 1933 vstoupil do komunistické strany Jugoslávie. Od roku 1936 působil opět v Černé Hoře, kde se snažil získávat nové členy pro ilegálně působící komunistickou stranu.
Dapčević bojoval jako dobrovolník v interbrigádách ve španělské občanské válce. Do Španělska odešel v roce 1937. Bojoval se v brigádě Georgi Dimitrova a v bojích u Madridu byl raněn do hlavy. Poté byl hospitalizován, když se vyléčil tak se stal politickým komisařem své jednotky. V roce 1938 byl opět raněn při bojích nedaleko řeky Ebro. V té době již získal hodnost poručíka španělské republikánské armády.
Po vypuknutí konfliktu na Balkáně se přidal k povstalecké armádě. Vypracoval se až do jejího čela. V říjnu 1944 se spolu s Vladimírem Ždanovem podílel na osvobození Bělehradu. Nedlouho po skončení války byl prohlášen za prvního čestného občana jugoslávské metropole. V roce 1953 byl prohlášen šéfem jugoslávského generálního štábu. Ve funkci však nezůstal dlouho; jugoslávští komunisté jej zbavili vojenských funkcí, neboť byl nepřímo zapojen do roztržky mezi Milovanem Đilasem a tehdejším politickým vedením země.